# مربى سفرجل
مربى سفرجل
مربى السفرجل هو حلو الجبل بالشتاء يشتهر في عدة مناطق في سوريا وبلاد الشام إجمالاً.

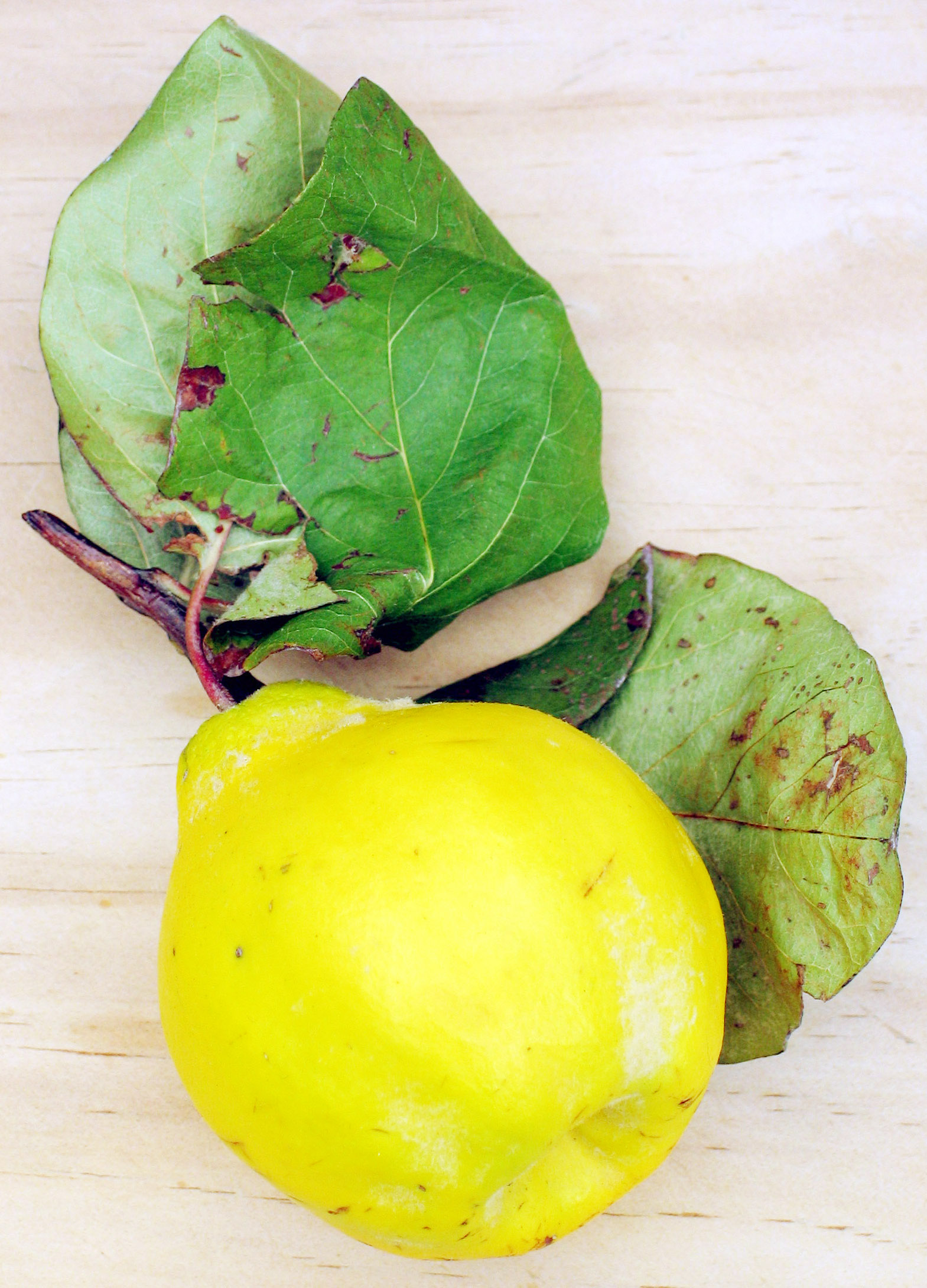
السفرجل

## المقادير
- 4 حبات سفرجل
- لتر من الماء
- 4 اكواب سكر.[1]

## الطريقة
- تنظف حبات السفرجل جيداً
- تقطع كل حبة إلى اربع قطع وتزال الثمرة الداخلية
- تسلق في الماء لمدة 10 دقائق تقريباً.
- يضاف السكر. من الطرق التقليدية أن يعصر السفرجل المغلي ويصفى في قطعة من الشاش، ثم يغلى عصير السفرجل اللزج مع السكر مع التحريك.
- تترك لتغلي على نار هادئة مع مراقبة مستوى الماء حتى لا ينشف، حتى يلاحظ تغير لون السفرجل والماء ليصير لونه أجوري ويصبح الماء كثيفاً كالقطر.
- تبعد عن النار لتبرد قليلاً ثم تطحن بالمطحنة كي تصبح قابلة للدهن (وقد تترك قطعاً).
- يتم وضع المربى في علب في الثلاجة.[2]